# Pterocactus valentinii
Pterocactus valentinii és una espècie que pertany a la família de les cactàcies (Cactaceae).

## Descripció
Pterocactus valentinii és petit i només produeix unes quantes tiges sobre el sòl. Les tiges sovint tenen parts llargues, subterrànies i primes i no són gaire ramificades. Les tiges sobre terra són verdes i cilíndriques i fan de 4 a 8 cm de llarg i d'1 a 1,5 cm de diàmetre. Hi ha de 25 a 30 espines radiants i vidrioses. A les arèoles manquen de llana i fan de 0,4 a 2 cm de llarg. No es poden diferenciar en espines centrals i perifèriques.
Les flors són de color groc a coure, de vegades vermelloses, fan fins a 4 cm de llarg i fins a 3 cm d'amplada. Els fruits són de color rosa groguenc i fan fins a 2 cm de diàmetre i són espinosos.

## Distribució
Pterocactus valentinii es distribueix al sud de l'Argentina a les províncies de Mendoza, Neuquén i Chubut; a les planes de la Patagònia a altituds de fins a 1000 metres.

## Taxonomia
Pterocactus valentinii va ser descrita per Speg. i publicat a Anales de la Sociedad Científica Argentina 48: 51, a l'any 1899.
Etimologia
Pterocactus: nom genèric que deriva de les paraules gregues: "πτερόν" (pteron), que significa "ales", i fa referència a les llavors alades que són típiques del gènere i úniques dins de la família dels cactus.
valentinii: epítet atorgat en honor al col·leccionista argentí de plantes J. Valentín.